# 小出稚子
小出 稚子（こいで のりこ、1982年4月26日 - ）は、日本の作曲家。

## 来歴
千葉県市原市出身。千葉県立千葉高等学校、東京音楽大学卒業。2008年、同大学院修士課程作曲研究領域修了。アムステルダム音楽院およびデン・ハーグ王立音楽院修了。
作曲を池辺晋一郎、伊左治直、遠藤雅夫、佐藤眞、福田陽、藤原豊などに師事する。神出鬼没系自作自演ユニット『鬼子母神不眠ガールズ』、一人掃除用具バンド『賞味期限BPR－Jr．』、アンサンブルチーム『雨風食堂』、comprehensive art unit based on Japanese eroticism『すけべ人間』などのメンバーも務める。
第3回・第5回東京音楽大学学長賞受賞、CCMC2007入選、第17回芥川作曲賞受賞、第76回日本音楽コンクール作曲部門2位、第18回出光音楽賞受賞、アリオン賞など受賞多数。

## 主要作品
- 「ケセランパサラン」（第17回芥川作曲賞受賞）[1]
- 「南国の魚、極彩色の夜」（第76回日本音楽コンクール作曲部門第2位）[1]
- 「布袋」（アジア作曲家ショーケース・ゲーテ賞、聴衆賞）[1]